# Joseph Russegger

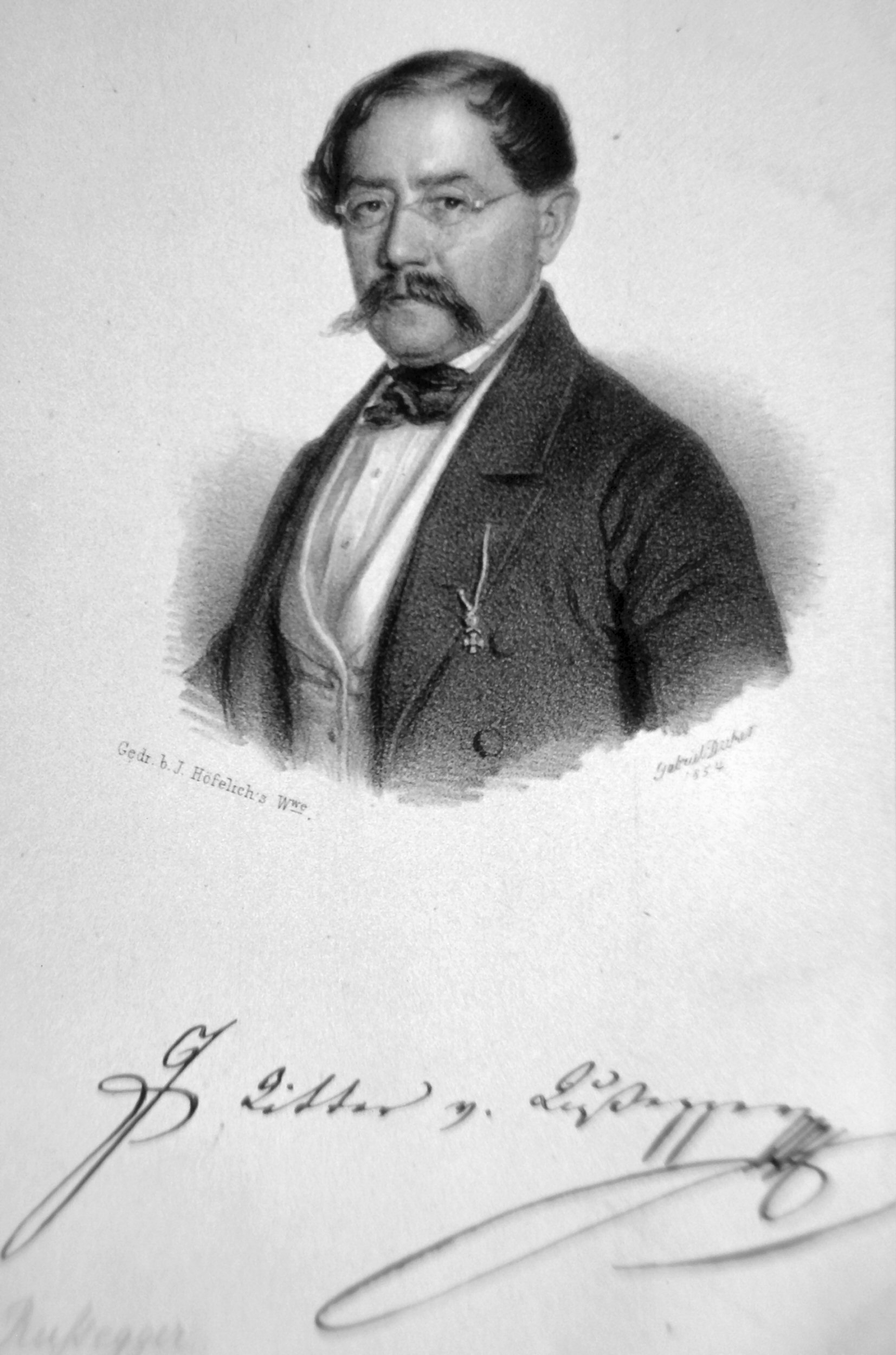
Josef Russegger, Lithographie von Gabriel Decker, 1854

Josef Ritter von Russegger (* 18. Oktober 1802 in Salzburg; † 20. Juni 1863 in Schemnitz) war ein Geologe und Montanist.
Russeggers Vater war in Salzburg Magistratsrat. Die Schulausbildung im Jugendalter genoss er in seiner Geburtsstadt am Lyzeum. Während dieser Zeit entwickelte sich sein Interesse am Bergbau. Folglich wandte er sich nach dem Schulabschluss an die Berg- und Forstakademie in Schemnitz (heute: Banská Štiavnica in der Slowakei). Seine Studien begann er an dieser Einrichtung 1823 und absolvierte bis 1825 alle dort gängigen Berg- und Forstcollegien.
Russegger trat am 21. Juli 1825 als Bergwesens-Praktikant beim Berg- und Hüttenamt von Mühlbach bei Salzburg in den österreichischen Montanstaatsdienst. Wenig später, im Jahre 1831 trat er die Stelle als Bergverwalter in Böckstein bei Bad Gastein an. Diese Dienststellung übte Russegger bis 1835 aus. Im Verlaufe seines Wirkens in Böckstein entstand das Werk Der Aufbereitungsprozess gold- und silberhaltiger Pocherze im Salzburgischen Montan-Bezirke, das 1841 in Stuttgart durch die E. Schweizerbart’sche Verlagsbuchhandlung erschien.
Noch in Böckstein tätig verstarb hier seine erste Frau. Dieses persönliche Ereignis und sein Forscherinteresse bewogen ihn, einer Aufforderung der Regierung Ägyptens unter Muhammad Ali Pascha zur Organisation und Durchführung einer umfassenden, am Bergbau orientierten Forschungsreise in Nordafrika und dem östlichen Mittelmeer zu folgen. Die Auftraggeber in Kairo bestimmten ihn im September 1835 zum Leiter dieser Unternehmung. Der Antritt dieser Reise erfolgte im Januar 1836, wo er am 16. des Monats auf einem Schiff den Hafen von Triest verließ. Am 9. März landete Russegger mit der Expedition in Alexandria. Die ersten Reisestationen waren Kairo und die Libysche Wüste. Nun folgten Erkundungen in Syrien und an der Mittelmeerküste bei Tarsus. Im Jahre 1837 wandte Russegger sich wieder nach Süden und gelangte den Nil aufwärts reisend zu geognostischen Untersuchungen nach Nubien, Kordofan (heute Sudan) und von dort bis in weitere benachbarte Regionen. Hierbei drang er 1838 in das Innere Afrikas bis zu den Goldwäschereien von Kiamil vor. Von dieser Reise kehrte er noch im selben Jahr unter Begleitung von Theodor Kotschy nach Ägypten zurück. Im Anschluss bereiste Russegger die Sinai-Halbinsel und das damalige Palästina.
Schließlich begab er sich im Februar 1839 von Alexandria auf die Rückreise nach Europa. Dabei nahm er in Smyrna und Konstantinopel Zwischenstation. Im Auftrage des griechischen Königs Otto unternahm Russegger weitere montangeologische Studien in Griechenland. Auf dem Wege über Sizilien und Italien trat er mit zahlreichen Gelehrtengesellschaften in Kontakt und nahm dabei mehrere Mitgliedschaften auf.
Weiter in das südwestliche Deutschland gekommen, unternahm Russegger Studien in Belgien und im nördlichen Frankreich, ging zum selben Zwecke nach England und Schottland. Auf das europäische Festland zurückgekehrt, nahm er Station in Hamburg, Lübeck und Kopenhagen. Von hier setzte er mit dem Schiff nach Christiania über. Von diesem Ort besuchte Russegger alle wichtigen Bergbaudistrikte in Norwegen und Schweden. Die Rückreise führte ihn im Februar 1841 schließlich wieder nach Wien. Seine gesammelten Reiseergebnisse stellte Russegger nun in dem mehrbändigen Werk Reisen in Europa, Asien und Afrika, mit besonderer Rücksicht auf die naturwissenschaftlichen Verhältnisse der betreffenden Länder, unternommen in den Jahren 1835 bis 1841 (Stuttgart 1841–1850, 7 Bände mit Atlas) und in zahlreichen Zeitschriftenaufsätzen geognostischen und montanistischen Inhalts zur Verfügung. Noch im Verlaufe seiner großen Reise erreichte ihn 1840 die Ernennung zum k. k. Bergrat.
Auf Wunsch von Herzog Franz IV. von Modena bereiste Russegger 1843 das Apenningebirge mit Stationen in Carrara und weiteren Orten. Diese Reise beendete er vorzeitig, weil man ihn zum Vizedirektor der k. k. Berg- und Salinen-Direction für Tirol, Vorarlberg und Salzburg am Dienstsitz in Hall berief. Mit dem 2. Mai 1846 führte sein weiterer beruflicher Aufstieg durch die Berufung zum k. k. Gubernialrat in die Dienststellung Salinen-Administrator und Districtual-Bergrichter von Wieliczka (heute Polen).
1850 erfolgte die Ernennung zum k. k. Ministerialrat, Berg-, Forst- und Güterdirektor in Niederungarn sowie gleichzeitig Direktor der k. k. Berg- und Forstakademie zu Schemnitz. Am 18. Juli 1852 erhielt er das Ritterkreuz des Leopoldordens, worauf im April 1853 die Erhebung in den erblichen Ritterstand vollzogen wurde. Seit 1848 war er auch Mitglied der Wiener Akademie der Wissenschaften (heute: Österreichische Akademie der Wissenschaften).
Den niederungarischen Montandistrikt leitete Russegger 13 Jahre. Mit seiner Tätigkeit sind einige Fortschritte verbunden. Dazu zählen die Wiederbelebung des Bergbaus auf dem Joseph II.-Erbstollen im Schemnitzer Bergrevier, die Einführung des Bickford’schen Sicherheitszünders einschließlich der aufgenommenen Eigenproduktion, Verbesserungen und Erweiterungen der Wasserhebetechnik in den Bergbaubetrieben sowie die erste Inbetriebnahme einer Dampfmaschine zu diesem Zweck in dem von ihm verwalteten Montandistrikt. Ferner bewirkte er eine ökonomisch günstigere Umgestaltung der Verhüttungsprozesse von Silber-, Blei- und Kupfererzen. Weiterhin förderte Russegger den Ausbau der Eisenwerke von Rhonitz in einer Weise, dass sie im gesamten Kaisertum Österreich zu den größten Unternehmungen ihrer Art zählten. Das gelang ihm durch den Ausbau des Schienenwalzwerks sowie durch Neuerrichtung und Umgestaltung der Eisenschmelzanlagen. Parallel dazu förderte seine Weitsicht die Steigerung der Arbeiterlöhne und eine Modernisierung der Personal- und Beamtenbesoldung in allen Amtsbereichen seines Montandistriktes.
Im späten Herbst des Jahres 1862 erkrankte Russegger an einer Lungenentzündung, von der er sich kurzzeitig erholte, jedoch zu Beginn des März 1863 einen Rückfall erlitt. Der weitere Krankheitsverlauf endete am 20. Juni mit seinem Tod.
In seinen letzten Verfügungen wünschte er ein Begräbnis nach bergmännischen Gebräuchen. Diesem Wille folgten etwa 1000 Bergleute in Festuniform mit einer Bergkapelle unter Beteiligung vieler Studenten der k. k. Berg- und Forstakademie mittels einer Prozession vom Zentrum der Stadt Schemnitz bis zum Mundloch des Glanzenberger Erbstollns. Anwesend war dabei auch der Diözesanbischof von Neusohl. Nach der Abschiedsfeier der Bergleute an diesem Ort ging der Zug mit dem Sarg zurück in die evangelische Kirche Mariä Himmelfahrt, wo Russegger in einer Gruft die letzte Ruhe fand.